# Hermann (Hildesheim)
Hermann († 1170) war der 22. Bischof des Hildesheim von wahrscheinlich 1162 bis 1170.
Unter Bischof Hermann wurde das Bistum Hildesheim stark verwüstet. Während seiner Amtszeit wurden allerdings die Zisterzienserklöster in Loccum und Amelungsborn gegründet. Im Jahr 1169 übereignete der Bischof den Zisterziensern von Amelungsborn den Zehnten an den Salzwerken bei Hemmdorf. Der Bischof gab am 25. August 1166 die Erlaubnis zum Bau einer Kapelle in Hemmendorf. Es ist das Gründungsdatum der heute evangelisch-lutherischen Pfarrkirche St. Vitus.